# Emil von Homann
Emil von Homann, též Emil svobodný pán Homann von Herimberg (1. září 1862 Vídeň – 9. února 1945 Leoben), byl rakousko-uherský, respektive předlitavský státní úředník a politik, v letech 1917–1918 poslední ministr veřejných prací Předlitavska.

## Biografie
Vystudoval práva na Vídeňské univerzitě a báňskou akademii v Leobenu. Od roku 1887 nastoupil do státních služeb jako úředník ministerstva zemědělství v Leobenu, od roku 1888 ve Vídni. V letech 1893–1899 působil ve správě revírního báňského úřadu ve Štýrském Hradci, od roku 1899 pracoval v právním odboru ministerstva zemědělství, později převzal vedení tohoto odboru. V roce 1908 přešel na nově utvořené ministerstvo veřejných prací. Zde se roku 1909 stal sekčním šéfem. Zaměřoval se na rozvoj těžby ropy v Haliči a na posílení báňské inspekce.
Za vlády Ernsta Seidlera se 23. června 1917 stal ministrem veřejných prací, nejprve jako provizorní pověřený správce rezortu. V některých českých pramenech se uvádí, že již 30. srpna 1917 ho vystřídal v čele rezortu Friedrich von Wieser. V Homannově biografickém heslu v rakouském biografickém slovníku se ale uvádí, že 30. srpna 1917 byl naopak jmenován řádným ministrem. A setrvání Homanna v čele rezortu potvrzuje i dobový vídeňský tisk, kde je 31. srpna 1917 zveřejněno formální jmenování ministrem z rozhodnutí císaře Karla I. Post ministra si udržel i v následující vládě Maxe Hussarka a vládě Heinricha Lammasche. Funkci zastával až do zániku monarchie 11. listopadu 1918.
V letech 1919–1920 vedl jako úředník likvidaci zrušeného ministerstva války. V období let 1927–1935 byl prezidentem Dorothea. Od roku 1921 také působil jako předseda rakouského spolku inženýrů a architektů.